# شبنم فرشادجو
شبنم فرشادجو (زادهٔ ۱۶ بهمن ۱۳۵۶ در تهران) بازیگر ایرانی است. او دارای تحصیلات کارشناسی ارشد در رشتهٔ هنرهای نمایشی است. وی بازیگری را از سال ۱۳۷۴ شروع کرد و در کارنامه هنری خود، سابقه حضور در نمایش‌های متعدد تئاتر و نیز بازیگری در آثار تلویزیونی و سینمایی دارد.
او در شهریور ۱۴۰۱ در حمایت از مهسا امینی، کشف حجاب کرد. همچنین با گذاشتن پستی در اینستاگرام برای حمایت اعتراضات سراسری، از دنیای بازیگری خداحافظی کرد.

## تحصیلات
- فارغ‌التحصیل از آموزشگاه تئاتر با مدیریت حمید سمندریان؛ ۱۳۷۴
- کارشناسی نمایش با گرایش بازیگری؛ ۱۳۸۰
- کارشناسی ارشد نمایش با گرایش کارگردانی از دانشکده هنر و معماری تهران؛ ۱۳۸۳
- داور جشن بازیگر خانه تئاتر؛ ۱۳۸۹

## کشف حجاب
فرشادجو در ۲۶ شهریور ۱۴۰۱ به دلیل مرگ مهسا امینی طی یک گفتگوی لایو با مردم در اینستاگرام، کشف حجاب کرد. او در ۲۸ شهریور ۱۴۰۱ با انتشار متنی در اینستاگرام گفت که دیگر به‌عنوان بازیگر در ایران کار نخواهد کرد.
یکی از خبرگزاری‌های تحت نظارت جمهوری اسلامی ایران از این اقدام به عنوان «اقدام هنجارشکنانه» یاد کرد و ادعا کرد که قصد شبنم فرشادجو از این رفتار دریافت پناهندگی است.

## آثار

### سینمایی
- پلاک ۶۵ (سارا غفوریان) - ۱۳۹۷
- پیاده (شکوفا کریمی) - ۱۳۹۷
- آخرین بار کی سحر را دیدی؟ (فرزاد مؤتمن) - ۱۳۹۴
- گذرموقت (افشین هاشمی) - ۱۳۹۴
- عملیات مهد کودک (فرزاد اژدری) - ۱۳۹۱
- از تهران تا بهشت (ابوالفضل صفاری) - ۹۱–۱۳۹۰
- مرد بارانی (ابوالحسن داوودی) - ۱۳۷۸

### مجموعه تلویزیونی
| سال        | نام مجموعه             | کارگردان                                          | پخش        |
| ---------- | ---------------------- | ------------------------------------------------- | ---------- |
| ۱۴۰۰       | یاور                   | سعید سلطانی، اصغر نعیمی                           | شبکه ۳     |
| ۱۳۹۸       | از سر نوشت (فصل ۱ و ۲) | محمدرضا خردمندان (فصل ۱)، علیرضا بذرافشان (فصل ۲) | شبکه ۲     |
| ۱۳۹۷       | بانوی عمارت            | عزیزالله حمیدنژاد                                 | شبکه ۳     |
| ۱۳۹۶       | گسل                    | علیرضا بذرافشان                                   | شبکه ۱     |
| ۱۳۹۴       | در حاشیه               | مهران مدیری                                       | شبکه ۳     |
| ۹۱–۱۳۹۰    | خانواده آقای خوشبخت    | حامد عقیلی                                        | شبکه آموزش |
| ۱۳۹۰       | نامه‌ها                 | حمید لبخنده                                       | شبکه ۴     |
| نوروز ۱۳۹۲ | آب‌پریا                 | مرضیه برومند                                      | شبکه ۲     |
| ۱۳۸۹–۱۳۹۰  | مختارنامه              | داوود میرباقری                                    | شبکه ۱     |
| ۱۳۸۷       | آینه‌های نشکن           | جواد اردکانی                                      | شبکه ۲     |
| ۱۳۸۶       | میوه ممنوعه            | حسن فتحی                                          | شبکه ۲     |
| ۱۳۸۵       | تصادف                  | منوچهر هادی                                       |            |
| ۱۳۸۳       | چرخ گردون              | کاظم بلوچی                                        | شبکه ۲     |
| ۱۳۸۲       | بانکی‌ها                | مهدی مظلومی                                       | شبکه ۲     |

### مجموعه نمایش خانگی
| سال  | نام مجموعه  | کارگردان       |
| ---- | ----------- | -------------- |
| ۱۴۰۰ | سودا        | ایمان یزدی     |
| ۱۴۰۰ | مردم معمولی | رامبد جوان     |
| ۱۳۹۹ | شبهای مافیا | سعید ابوطالب   |
| ۱۳۹۲ | شاهگوش      | داوود میرباقری |
| ۱۳۹۲ | شوخی کردم   | مهران مدیری    |

### فیلم کوتاه
- گروگان (منوچهر هادی) - ۱۳۸۳
- «وصله کاری» (سعید نوری) - ۱۳۷۸
- «پیاده» (شکوفا کریمی) - ۱۳۹۷

### تله‌فیلم
- رونوشت (حسن حج‌گذار) - ۱۳۹۲
- زن خوب (علی اسدالهی) - ۱۳۹۲
- چالسیو (بهتاش صناعی‌ها) - ۱۳۹۰
- نازنین (برزو ارجمند) - ۱۳۹۰
- آذر (فرزاد مؤتمن) - ۱۳۸۹
- از آغاز تا آغاز (مهدی گلستانه) - ۱۳۸۹
- سایه جنایت (کامبیز کاشفی، مؤسسه رسانه‌های تصویری) - ۱۳۸۸
- تصادف (منوچهر هادی) - ۱۳۸۵
- آخرین روز ماه (منوچهر هادی) - ۱۳۸۵

### نمایش

#### کارگردانی
- آرامش از نوعی دیگر - تهران، تئاترشهر - ۱۳۸۵
  - تهران، تالار مولوی (پنجمین جشنواره تئاتر بانوان) - ۱۳۸۵

#### بازیگری
- عشق آباد (داوود میرباقری) تهران، تئاتر شهر- ۱۳۷۵
- آنتیگونه (حامد محمدطاهری) تهران، تئاتر شهر - ۱۳۷۶
- عروسی خون (علی رفیعی) تهران، تالار وحدت - ۱۳۷۸
- شب‌های آوینیون (کورش نریمانی) تهران، تئاتر شهر - ۱۳۷۸
- شب‌های آوینیون (کورش نریمانی) آلمان - ۱۳۷۹
- والس مرده شوران (کورش نریمانی) تهران، تئاتر شهر - ۱۳۸۰
- عشق آباد (حسن میرباقری) تهران، حوزه هنری، تماشاخانه مهر و کاخ سعدآباد - ۱۳۸۰
- بازرس (علیرضا کوشک‌جلالی) تهران، تئاتر شهر - ۱۳۸۰
- در مصر برف نمی‌بارد (علی رفیعی) تهران، تئاتر شهر - ۱۳۸۱
- شب هزار و یکم (بهرام بیضایی) تهران، تئاتر شهر - ۱۳۸۳
- کسی نیست همه داستان‌ها را به یاد بیاورد (رضا حداد) تهران، تئاتر شهر - ۱۳۸۲
- خرس و خواستگاری (حسن معجونی) تهران، تئاتر شهر - ۱۳۸۳
  - روسیه، مسکو - ۱۳۸۴
- الوتریا (وحید رهبانی و محمدرضا جوزی) تهران، تئاتر شهر - ۱۳۸۴
- در خانه ایستاده بودم و… (تینوش نظم‌جو) تهران، تئاتر شهر - ۱۳۸۵
- پای دیوار بزرگ شهر (حسن معجونی) تهران، فرهنگسرای بهمن (ششمین جشنواره تئاتر بانوان) - ۱۳۸۶
- یک مکاشفه (رضا حداد) تالار ایرانشهر - ۱۳۸۸
- عاشقیت در پاورقی (نویسنده: مهسا محب‌علی، کارگردان: لیلی رشیدی) خانهٔ هنرمندان ایران - ۱۳۸۸
- مکاشفه در باب مهمانی خاموش (رضا حداد) تماشاخانه ایرانشهر - ۸۹–۱۳۸۸
  - کره جنوبی، سئول - ۱۳۸۹
- آمدیم، نبودید، رفتیم (رضا حداد) تماشاخانه ایرانشهر - ۹۱–۱۳۹۰
- این تابستان فراموشت کردم (بهاره رهنما) خانه هنرمندان ایران ‐ ۱۳۹۰
- کلمه سکوت (مائده طهماسبی) تماشاخانه ایرانشهر - ۱۳۹۱
- تن‌تن و راز قصر مونداس (آروند دشت‌آرای) تماشاخانه ایرانشهر - ۱۳۹۱
- خانه پاکیزه (مانلی حسین‌پور) - ۱۳۹۲
- هملت (آرش دادگر) تئاتر شهر - ۱۳۹۲
- سمت (آرش دادگر) - ۱۳۹۳
- کسی نیست همه داستان‌ها را بیاورد - ۱۳۹۳
- چمدان (فرهاد آئیش) تهران، تئاترشهر - ۱۳۹۴
- هملت (آرش دادگر) تهران، تئاترشهر - ۱۳۹۶
- اختراع والس (سارا افشار) تهران، پردیس تئاتر شهرزاد - ۱۳۹۸

#### منشی صحنه
- ریچارد سوم (داوود رشیدی) تهران، تئاترشهر - ۱۳۷۷

### تله تئاتر
- دریاروندگان (محمد عاقبتی)، شبکه چهار - ۱۳۸۴
- شایعه (داوود رشیدی)، شبکه چهار - ۱۳۸۸

## جوایز
- دریافت تندیس بهترین کارگردانی "نمایش آرامش از نوعی دیگر" در پنجمین جشنواره تئاتر بانوان؛ ۱۳۸۵
- دریافت لوح تقدیر بهترین بازیگر زن از جشنواره فجر برای نمایش"شبهای آوینیون؛ ۱۳۷۸
- کاندید بهترین بازیگر زن بخش بین‌الملل جشنواره فجر برای نمایش هملت ۱۳۹۲